# Mexicaans curlingteam (vrouwen)
Het Mexicaanse curlingteam vertegenwoordigt Mexico in internationale curlingwedstrijden.

## Geschiedenis
Mexico werd in 2016 lid van de toenmalige World Curling Federation, als vijfde land op het Amerikaanse continent. Eind 2019 deed het land voor het eerst een gooi naar een ticket voor het wereldkampioenschap. Mexico nam het op tegen de Verenigde Staten en Brazilië. Mexico eindigde het toernooi als tweede, hetgeen een ticket voor het mondiale kwalificatietoernooi opleverde. Daar eindigde het land evenwel als laatste. In 2022 nam Mexico deel aan de eerste editie van het pan-continentaal kampioenschap. Het land eindigde als tweede in de B-divisie (en als elfde in totaal) en miste zo initieel nipt promotie naar de hoogste afdeling. Echter, door de terugtrekking van Kazachstan mocht Mexico in 2023 alsnog aantreden in de A-divisie. Mexico eindigde dat jaar uiteindelijk als zevende, en wist zich zo te handhaven op het hoogste niveau. In 2024 voltrok zich hetzelfde scenario.

## Mexico op het pan-continentaal kampioenschap
| Jaar | Plaats | Skip             | WG | W | V | PV | PT |
| ---- | ------ | ---------------- | -- | - | - | -- | -- |
| 2022 | 11     | Adriana Camarena | 8  | 5 | 3 | 82 | 34 |
| 2023 | 7      | Adriana Camarena | 7  | 1 | 6 | 22 | 71 |
| 2024 | 7      | Adriana Camarena | 7  | 1 | 6 | 28 | 74 |

Andorra · Australië · België · Brazilië · Bulgarije · Canada · China · Chinees Taipei · Denemarken · Duitsland · Engeland · Estland · Filipijnen · Finland · Frankrijk · Groot-Brittannië · Hongarije · Hongkong · Ierland · Italië · Jamaica · Japan · Kazachstan · Kenia · Kroatië · Letland · Litouwen · Luxemburg · Mexico · Nederland · Nieuw-Zeeland · Nigeria · Noorwegen · Oekraïne · Oostenrijk · Polen · Portugal · Qatar · Roemenië · Rusland · Schotland · Servië · Slovenië · Slowakije · Spanje · Thailand · Tsjechië · Tsjecho-Slowakije · Turkije · Verenigde Staten · Wales · Wit-Rusland · Zuid-Korea · Zweden · Zwitserland